# Cissus koordersii
Cissus koordersii là một loài thực vật hai lá mầm trong họ Nho. Loài này được (Backer) Amshoff miêu tả khoa học đầu tiên năm 1948.